# HMS E41
Pour les articles homonymes, voir E41.
Le HMS E41 est un sous-marin britannique de classe E construit pour la Royal Navy par Cammell Laird à Birkenhead. Sa quille fut posée le 26 juillet 1915 et il est mis en service en février 1916.

## Conception
Comme tous les sous-marins de la classe E postérieurs au E8, le E41 avait un déplacement de 662 tonnes longues (730 tonnes courtes) en surface et de 807 tonnes longues (890 tonnes courtes) en immersion. Il avait une longueur totale de 55 m et un maître-bau de 6,92 m. Il était propulsé par deux moteurs Diesel Vickers huit cylindres à deux temps de 800 chevaux (600 kW) et moteurs électriques deux moteurs électriques de 420 chevaux (310 kW),.
Le sous-marin avait une vitesse maximale de 16 nœuds (30 km/h) en surface et de 10 nœuds (19 km/h) en immersion. Les sous-marins britanniques de la classe E avaient une capacité en carburant de 50 tonnes longues (55 tonnes courtes) de gazole, et une autonomie de 2 829 milles marins (5 238 km) lorsqu’ils faisaient route à 10 nœuds (19 km/h). Ils pouvaient naviguer sous l’eau pendant cinq heures en se déplaçant à 5 nœuds (9,3 km/h).
Le E41 était armé d’un canon de pont de 12 livres QF (Quick Firing) de 3 pouces (76 mm) monté vers l’avant du kiosque. Il avait cinq tubes lance-torpilles de 18 pouces (457 mm), deux à l’avant, un de chaque côté à mi-longueur du navire et un à l’arrière. Au total, 10 torpilles étaient emportées à bord.
Les sous-marins de la classe E avaient la télégraphie sans fil d’une puissance nominale de 1 kilowatt. Sur certains sous-marins, ces systèmes ont par la suite été mis à niveau à 3 kilowatts en retirant un tube lance-torpilles du milieu du navire. Leur profondeur maximale de plongée théorique était de 100 pieds (30 mètres). Cependant, en service, certaines unités ont atteint des profondeurs supérieures à 200 pieds (61 mètres). Certains sous-marins contenaient des oscillateurs Fessenden.
Leur équipage était composé de trois officiers et 28 hommes.

## Engagements
Le 15 août 1916, le E41 est entré en collision avec le HMS E4 en surface lors d’exercices au large de Harwich. Seize membres d’équipage ont été perdus, mais quinze autres ont réussi à s’échapper, dont sept alors que le navire était posé sur le fond marin. Six de ces membres d’équipage, coincés dans le sous-marin pendant qu’il coulait, ont réussi à s’échapper en attendant sous le kiosque jusqu’à ce que la pression de l’air, augmentant au fur et à mesure que le sous-marin coulait, finisse par faire sauter l’écoutille, ce qui leur a permis de sortir et de remonter à la surface. Le premier maître William Brown avait été laissé derrière, mais il a finalement pu s’échapper de la salle des machines après avoir passé une heure et demie dans le sous-marin coulé.
Le HMS E41 a été renfloué en septembre 1917 et remis en service. Il a été vendu à Newcastle upon Tyne le 6 septembre 1922.